# 大阪市電百済線
大阪市電百済線（おおさかしでん くだらせん）は、かつて大阪府大阪市にあった寺田町駅と、同じく大阪府大阪市にあった百済駅とを結んでいた大阪市電の期外線である。
1950年（昭和25年）7月10日に全線が開業したが、1968年（昭和43年）9月30日の最終列車をもって廃止され、同年10月1日に大阪市営バスに転換された。

## 路線概要
- 起点：寺田町駅
- 終点：百済駅
- 軌間：1435mm
- 駅数：6駅（1959年（昭和34年）当時）
- 複線区間：全線
- 電化区間：全線
- 架線電圧：直流600V

## 沿革
- 1949年（昭和24年）10月1日：寺田町駅 - 林寺新家町駅間を開業。
- 1950年（昭和25年）7月10日：林寺新家町駅 - 百済駅間を延伸開業。
- 1950年（昭和25年）ごろ：源ヶ橋駅を源が橋駅に表記変更。
- 1968年（昭和43年）
  - 9月30日：最終電車をもって全線の旅客営業を終了。
  - 10月1日：全線廃止。

## 駅一覧
| 駅名         | キロ程 | 接続路線                                                       |
| ------------ | ------ | -------------------------------------------------------------- |
| 寺田町駅     | 0.0    | 大阪市電：天王寺大道線・霞町玉造線 大阪市営トロリーバス：4号線 |
| 寺田町駅前駅 | 0.3    | 日本国有鉄道：城東線                                           |
| 源が橋駅     | 0.6    |                                                                |
| 林寺新家町駅 | 0.9    |                                                                |
| 桑津北口駅   | 1.2    |                                                                |
| 百済駅       | 1.6    |                                                                |

- 1959年（昭和34年）7月当時

## 系統
7系統が走っていた。